# 緬尼吐巴省省督
緬尼托巴省省督（英語：Lieutenant Governor of Manitoba）是加拿大君主查爾斯三世在加拿大緬尼托巴省的代表，負責在該省行使君主的職權。此職位的人選是經加拿大總理提名後由加拿大總督委任，而聯邦總理在提名過程中亦通常會諮詢省長的意見，產生方法與其他省份的省督相若。